# Джон Август Андерсон

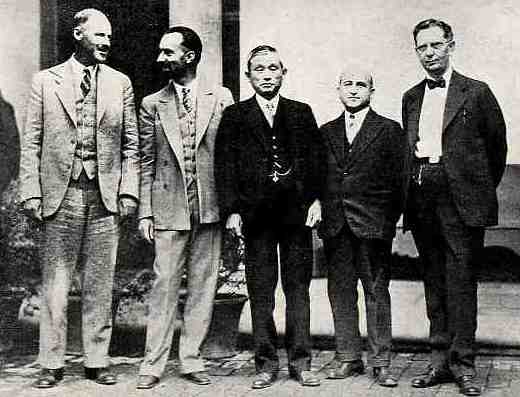
Кьодзі Суєхіро, який відвідав Сполучені Штати, щоб прочитати лекцію в Американському товаристві інженерів-будівельників у 1931 році.
(зліва направо): Джон Бувальда, Р. Р. Мартель, Кьодзі Суєхіро, Бено Гутенберг та Джон Август Андерсон.

Джон Август Андерсон (7 серпня 1876 року в Роллазі, штат Міннесота; 2 грудня 1959 року в Альтадені, Каліфорнія) — американський астроном.

## Життєпис
Він отримав докторський ступінь в Університеті Джонса Гопкінса в 1907 році та згодом залишався там. У 1908 році його було призначено професором астрономії в тому ж університеті. У 1909 році він взяв на себе відповідальність за гравірувальні верстати Rowland для виготовлення дифракційних ґраток. Їхня якість вважалася відмінною, особливо щодо увігнутих ґратчастих структур.
У 1916 році він залишив університет, щоб працювати в обсерваторії Маунт-Вілсон, де залишався до 1956 року. Його найвизначнішим внеском було застосування інтерферометра Майкельсона для вимірювання близько розташованих подвійних зірок.
У 1928 році Андерсона було обрано до Національної академії наук США. Кратер Андерсона на Місяці було названо на його честь у 1970 році.

## Праці
- On the Application of the Laws of Refraction in Interpreting Solar Phenomena. In: Astrophysical Journal. Band 31, 1910.
- A method of investigating the Stark effect for metals, with results for chromium. 1917.
- The vacuum spark spectrum of calcium. 1924.
- The Use of Long Focus Concave Gratings at Eclipses. In: Publications of the Astronomical Society of the Pacific. Band 38, 1926.
- J. A. Anderson and Russell W. Porter: Ronchi's Method of Optical Testing. In: Astrophysical Journal. Band 70, 1929.
- Spectral energy-distribution of the high-current vacuum tube. 1932.
- On the application of Michelson's interferometer method to the measurement of close double stars. In: Astrophysical Journal. Band 51, June 1920.
- Optics of the 200-inch Hale Telescope. In: Publications of the Astronomical Society of the Pacific. Band 60, 1948.

## Інтернет-ресурси
- Veröffentlichungen von J.A. Anderson im Astrophysics Data System
- I.S. Bowen: John August Anderson, 1876—1959. Publications of the Astronomical Society of the Pacific, Vol. 72 (1960), No. 425, p. 94. (Nachruf, englisch)